# NGC 3728
NGC 3728 је спирална галаксија у сазвежђу Лав која се налази на NGC листи објеката дубоког неба.
Деклинација објекта је + 24° 26' 51" а ректасцензија 11h 33m 15,7s. Привидна величина (магнитуда) објекта NGC 3728 износи 14,0 а фотографска магнитуда 14,8. NGC 3728 је још познат и под ознакама UGC 6536, MCG 4-27-61, CGCG 126-87, NPM1G +24.0248, PGC 35669.